# Alue Ie Puteh (Manyak Payed)
Alue Ie Puteh is een bestuurslaag in het regentschap Aceh Tamiang van de provincie Atjeh, Indonesië. Alue Ie Puteh telt 371 inwoners (volkstelling 2010).